# 蔺状隐花草
蔺状隐花草（学名：Crypsis schoenoides）为禾本科隐花草属下的一个种。